# Charles Pinckney (gubernator)
Charles Pinckney (ur. 26 października 1757, zm. 29 października 1824) – amerykański wojskowy i dyplomata.
Walczył w wojnie z Brytyjczykami (1776–1783). W armii gen. Washingtona doszedł do rangi pułkownika. Po wojnie był jednym z czołowych polityków, jakich miała Partia Federalistyczna. W latach 1785–1787 uczestniczył w obradach Kongresu Kontynentalnego jako delegat z Karoliny Południowej.
Był aktywnym uczestnikiem Konwencji Konstytucyjnej w Filadlefii w 1787 roku, na której uzgodniono Konstytucję Stanów Zjednoczonych, której był sygnatariuszem.
W trzech różnych okresach był gubernatorem stanu Karolina Południowa, w latach 1789–1792, 1796–1798 i 1806–1808. W latach 1798–1801 był senatorem Stanów Zjednoczonych z tego stanu, a w latach 1819–1821 był przedstawicielem Karoliny Południowej w Izbie Reprezentantów Stanów Zjednoczonych.
W latach 1801–1804 był ministrem pełnomocnym USA w Hiszpanii.
Jego kuzynem był dyplomata Thomas Pinckney.